# Xandros
A Xandros név egy Linux-disztribúció és az azt kifejlesztő Xandros Corporation neve volt. A Xandros Desktop egy disztribúció, amely főként az üzleti körökben volt népszerű. Kinézetében nagyon hasonlított a Windows XP rendszerhez. A név az X ablakkezelő és a görög Andros sziget nevéből ered.
A 2001 májusában alapított cég székhelye a kanadai Ottawában található. A disztribúcióik a Debianból létrejött Corel Linux alapjaira épülnek, amelyet a fejlesztő csapat nélkül vásároltak meg miután a Corel 2001 augusztusában úgy döntött, hogy felhagy a Linux disztribúció fejlesztésével.
A legfrissebb verzió (4.1) 2006. november 28-án jelent meg.

## Termékek
A Xandros mind kereskedelmi, mind egyéni felhasználásra készít termékeket.

### Kereskedelmi változat
- A Xandros Desktop Home Edition a Crossover Office 30 napig kipróbálható változatával rendelkezik. Tartalmaz még egy „alkalmazás CD-t”, amelyen további programok találhatók és amelyek a Xandros Networkön keresztül telepíthetők. Home Edition Premiummal szemben, a Home Edition nem tartalmaz fénykép- és zenerendszerezőt, biztonsági csomagot és az NTFS partíció írását sem támogatja.
- A Xandros Desktop Home Edition Premium a Crossover Office teljes változatát tartalmazza, továbbá egy második CD-t („alkalmazás CD-t”), amelyen további programok találhatók és amelyek a Xandros Network-ön keresztül telepíthetők. A nevével ellentétben a Xandros Desktop Home Edition Premium nem tartalmazza a Xandros Desktop Premium tagságot, viszont tartalmaz fényképrendszerezőt és iPod kompatibilis zenealkalmazást, egy beépített biztonsági csomagot és támogatja az NTFS formátum írását.

A Xandros 4.0-s kiadása egy új funkcióval rendelkezik: egy különleges termékaktiváló kóddal, amely hasonló a Windows XP termékaktiváló kódjához. Habár a Windows XP termékaktiváló kódja 30 nap után szükséges a rendszer további használatához, a Xandros termékaktivációs kódja a programok és frissítsek letöltéséhez szükséges a Xandros Network-ről, amely apt-alapú segédprogram. A rendszer telepítése után a Xandros Network nincs engedélyezve, a termékaktivációs kóddal lehet engedélyezni. A felhasználóknak a Xandros támogatási részlegével kell felvenniük a kapcsolatot a későbbi aktivációs kódokhoz, ha elérik a 10 aktiválási limitet. Számos kritika után, amely az aktiválást érintette, a Xandros megjelentette az 1. szervizcsomagot a Xandros 4.0-hoz; a Xandros 4.1-ben már beépítették a frissítési lehetőséget, nem szükséges a termékaktiválás.
- A Xandros Desktop Professional (vagy Xandros Desktop Business Edition) hasonló a Xandros Desktop Home Edition Premium kiadáshoz, de képes hitelesíteni a Windows PDC és az Active Directory domaineket, csatlakozni a vezetékes és vezeték nélküli hálózatokhoz, használni a PPTP VPN-t a távoli eléréshez, továbbá támogatja a 3G, GSM és UMTS szolgáltatást. A Xandros Desktop Professional 2006. november 28-án jelent meg.

A Home Edition Premium-hoz hasonlóan a Xandros szintén 30 napos kipróbálási lehetőséget biztosít a Xandros Professional-hoz.

### Ingyenes változat
- A Xandros Open Circulation Edition (OCE) egy ingyenes, nem kereskedelmi változat. Ebben a kiadásban korlátozzák a további szoftverek választékát. Például: a Xandros File Manager-ben a CD-író sebességét minimalizálják (ez általában 4x-es sebesség); a Crossover Office 30 napos kipróbálható változatával rendelkezik; nincs e-mail-es támogatás vagy felhasználói kézikönyv. A többi változathoz hasonlóan az Open Circulation Edition tartalmazza a Firefox böngészőt és a Thunderbird levelezőklienst. A Xandros OCE rendszerint a kereskedelmi változat megjelenése után 4 hónappal jelenik meg.

### Abbahagyott kiadások
- A Xandros Desktop OS Standard Edition tulajdonképpen megegyezett az Open Circulation Edition-nel, de teljes sebességű CD/DVD-írást támogatott. Ezt a változatot váltotta fel a Home Edition.
- A Xandros Desktop OS Deluxe Edition tartalmazott egy „alkalmazás CD-t”, amely további programokat tartalmazott. Helyébe a Home Edition Premium lépett.
- A Xandros Desktop OS Surfside Edition megegyezett a Xandros Desktop OS Standard Edition-nel, azonban a Surfside Edition tartalmazott egy Plantronics headsetet és 120 perces SkypeOut szolgáltatást. Ez a kiadás megszűnt.

### Szerver változatok
A Xandros Server 1.0 2006 áprilisában jelent meg.
A Xandros Desktop Management Server vagy xDMS már elérhető. Könnyen beállítható csomagforrásokat tartalmaz.

## Kinézet

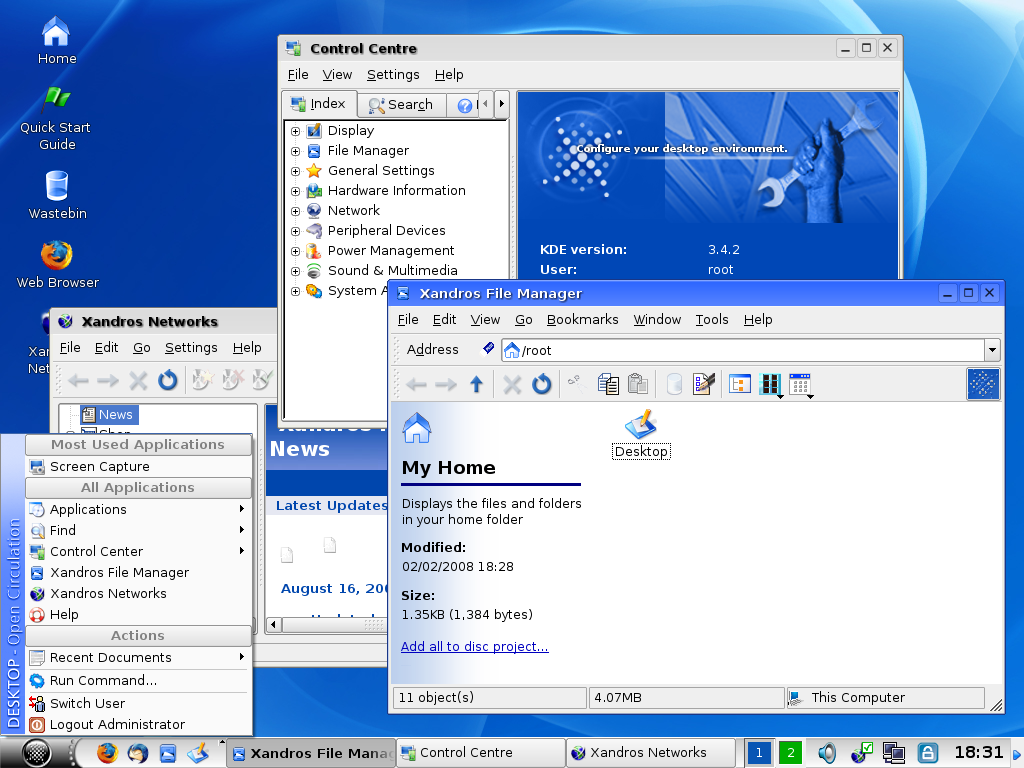
A Xandros 4.1 OCE (KDE) kezelőfelülete

A Xandros grafikus felülete a KDE módosított változatát tartalmazza, amely az alapértelmezett Konqueror böngésző helyett a saját fájlkezelőjét használja, melynek neve XFM. A Xandros Networks csomagkezelőt használja, amellyel könnyedén telepíthetőek a programok. A Xandros telepítését egy varázsló kíséri végig. Segítségével végezhetjük el a particionálást és adhatjuk meg az adminisztrátor (root) beállításait.
A KDE felületét úgy módosították, hogy hasonlítson a Microsoft Windows felületéhez: egy négyszögletű „indító” ikont láthatunk, amely a Windows Start gombjához hasonló; módosították a menüt és a fájlkezelő is Windows 98-as felülettel rendelkezik. A csomag ezek mellett számos egyéb témát is tartalmaz, mint például Mac OS 9 és a UNIX. A KDE mellett természetesen lehetséges a GNOME ablakkezelő telepítése is a Xandros-on.

## Díjak
A Xandros különböző díjakat nyert, például: a Linuxworld Conference és az Expo legjobb irodai alkalmazása díjat, különböző szerkesztők szavazatát számos magazinban, és a CNET szerkesztői díját.